# Concours International de Fantasie Classique 1936

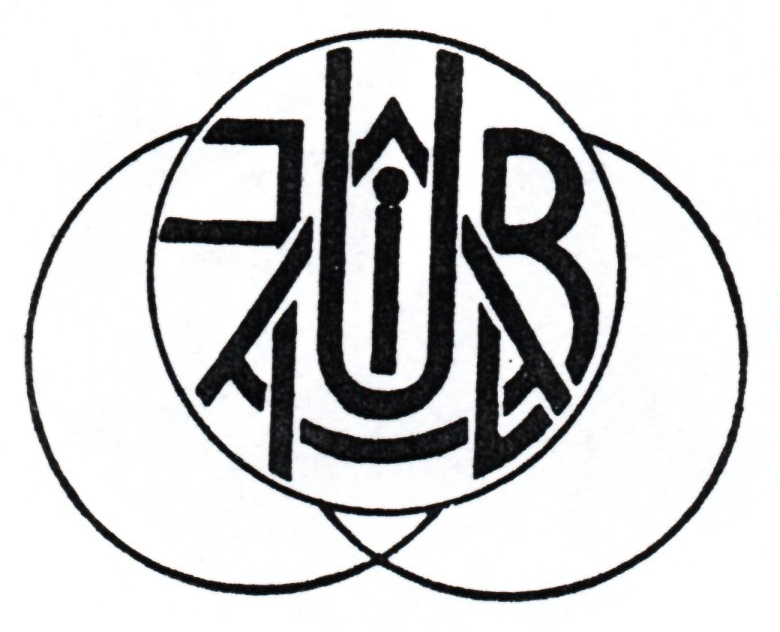
Logo UIFAB (ausrichtender Verband)

Die Concours International de Fantasie Classique 1936 war das 6. Turnier in dieser Disziplin des Karambolagebillards und fand vom 18. bis zum 20. Juni 1936 in Paris statt.

## Geschichte
Ich wäre am liebsten unsichtbar geworden waren die Worte von Walter Lütgehetmann. Bei seinem ersten Stoß, der auch der erste des Turniers war, rutschte er mit seinem Queue ab und hinterließ ein großes Loch im neubezogenen Tuch des Billards. Daraufhin musste das Turnier für zwei bis drei Stunden unterbrochen werden, um den Tisch neu zu beziehen. Danach startete das Turnier und der Franzose Richard Kron sicherte sich den Titel. Platz zwei ging an den zweiten Sieger dieser Turnierserie Armando Martinez Sagi vor Jacques Davin.

## Modus
Gespielt wurden 64 verschiedene Figuren mit verschiedenen Punktewertungen. Jeder Teilnehmer hatte pro Figur vier Versuche. Die maximale Punktzahl betrug 416 Punkte.

Gewertet wurde wie folgt:
1. Punkte = Erzielte Punkte
2. Versuche = Anzahl der gespielten Versuche
3. gelöste Figuren = gelöste Figuren
4. % = Prozentual erreichte Punkte

## Abschlusstabelle
| Platz                        | Name                     | Punkte | Versuche | gel. Figuren | %     |
| ---------------------------- | ------------------------ | ------ | -------- | ------------ | ----- |
| 1                            | Richard Kron             | 167    | 202      | 30           | 40,14 |
| 2                            | Armando Martinez Sagi    | 148    | 215      | 25           | 35,57 |
| 3                            | Jacques Davin            | 143    | 210      | 24           | 34,37 |
| 4                            | Edouard van de Kerckhove | 138    | 203      | 26           | 33,17 |
| 5                            | Charles Mairesse         | 134    | 222      | 25           | 32,21 |
| 6                            | Ernst Reicher            | 121    | 228      | 21           | 29,08 |
| 7                            | August Tiedtke           | 99     | 223      | 18           | 23,79 |
| 8                            | Walter Lütgehetmann      | 97     | 225      | 18           | 23,31 |
| 9                            | Carel B. Koopman         | 72     | 222      | 15           | 17,30 |
| Turnierdurchschnitt: 29,88 % |                          |        |          |              |       |